# Teresa Edwards
Teresa Edwards (Cairo, 19 luglio 1964) è un'ex cestista e allenatrice di pallacanestro statunitense.
Autentica leggenda della pallacanestro americana, è considerata una delle più forti giocatrici di sempre al mondo. Ha avuto una carriera lunga 20 anni, e dopo il ritiro ha intrapreso l'attività di allenatrice.

## Biografia

### Al college
Teresa frequentò la University of Georgia, dove emerse immediatamente nel panorama nazionale venendo inclusa per due stagioni di seguito nell'All-American; guidò inoltre la squadra per due anni alle Final Four. I suoi successi al college gli valsero nel 1984 la convocazione per le Olimpiadi a Los Angeles.

### Carriera professionistica
Conclusi gli studi nel 1989, la Edwards girò diverse squadre in tutto il mondo (in Italia, Giappone, Spagna e Francia). Tornata negli Stati Uniti nel 1994, giocò per diverse stagioni nella ABL (American Basketball League), la lega che contendeva in quel tempo alla WNBA il primato della pallacanestro femminile negli USA, nella quale fu probabilmente la star di maggior successo. Nel 1999 la ABL andò in bancarotta; non accettò tuttavia subito di entrare nella WNBA, per via dello stipendio troppo basso che, essendo una rookie, le sarebbe spettato. Giocò nella Women's National Basketball Association per due stagioni (2003 e 2004), nelle Minnesota Lynx.
Successivamente è stata vice-allenatore a Minnesota.

### Carriera internazionale
Ciò che ha reso leggendaria Teresa Edwards è stata soprattutto la sua strepitosa carriera con la nazionale statunitense. Ha partecipato a ben 5 Olimpiadi, vincendo 4 medaglie d'oro (1984, 1988, 1996 e 2000) ed 1 di bronzo (1992). Ai Campionati mondiali femminili ha vinto 3 medaglie; 2 d'oro (1986 e 1990) e 1 di bronzo (1994). Nelle 216 partite da lei giocate in nazionale, gli USA hanno avuto una percentuale di vittorie del 93.6%.

## Palmarès
- 2 volte All-ABL First Team (1997, 1998)
- Migliore marcatrice ABL (1999)
- Migliore passatrice ABL (1998)

## Riconoscimenti
- La famosa rivista sportiva Sports Illustrated ha incluso Teresa Edwards fra le "100 Greatest Female Athletes of the 20th Century" (100 più grandi atlete del XX secolo), classifica uscita nel 2000, ponendola alla posizione numero 22.
- È stata nominata per 4 anni (record) "USA Basketball Female Athlete of the Year" (migliore cestista statunitense dell'anno).
- La University of Georgia ha ritirato la sua maglia numero 5.